# Kingoué
Kingoué es una localidad de la República del Congo, constituida administrativamente como un distrito del departamento de Bouenza en el sur del país.
En 2011, el distrito tenía una población de 11 910 habitantes, de los cuales 5639 eran hombres y 6271 eran mujeres.
La localidad basa su economía principalmente en la agricultura, aunque es más conocida en el país por la bovinocultura. Los principales cultivos de Kingoué son la mandioca, el maní y el maíz.
Se ubica en el noreste del departamento, en el límite con el vecino departamento de Pool, unos 100 km al noreste de la capital departamental Madingou cerca de la carretera que lleva a Kindamba.